# Charlie Monroe
Charlie Monroe est un guitariste américain né à Rosine dans le Kentucky le 4 juillet 1903 et mort le 27 septembre 1975 à Reidsville en Caroline du Nord.
Avec ses frères Birch et Bill, Charlie Monroe fonde le groupe musical des Monroe Brothers, puis celui des Kentucky Pardners lorsque les Monroe Brothers se séparent en 1938.